# Dieta del Mar Bàltic
La Dieta del mar Bàltic o Dieta nòrdica és una dieta desenvolupada per nutricionistes nòrdics que és rica en pa i baies, utilitza molt poc greix làctic i consumeix més peix i aus magres del que és habitual.
De manera similar a la dieta mediterrània, la dieta nòrdica prioritza les fruites, les verdures, els cereals integrals, els fruits secs, les llavors, els llegums, les proteïnes magres i el peix gras. La principal diferència és que destaca els aliments originaris de la regió nòrdica, com ara Dinamarca, Finlàndia, Islàndia, Noruega i Suècia.
En lloc d'oli d'oliva, la dieta nòrdica inclou oli de colza, elaborat a partir de la planta de colza, que creix més habitualment en temperatures més fresques. Les hortalisses d'arrel com els naps, les pastanagues i les xirivies, i les verdures crucíferes com la col i la coliflor, també són inclosos com aliments bàsics de la dieta. Els nabius, les maduixes, els nabius vermells (fruites petites i àcides similars als nabius vermells) i altres baies també hi tenen un paper destacat, així com fruites com les pomes i les peres.
Almenys una quarta part de la ingesta energètica total prové de cereals integrals, sent especialment preferits el sègol, l'ordi i la civada. A més, es consumeix pasta o arròs integral 2-3 vegades per setmana. Diàriament, es consumeixen baies i, durant la temporada, fruita finlandesa en un total d'almenys 350 grams, i verdures en un total d'almenys 175 grams. A més, es consumeixen almenys sis llesques de pa diàriament, així com margarina que conté oli de colza, gira-sol o soja i oli de colza.
Almenys dos terços dels àcids grassos consumits diàriament haurien de ser insaturats, que es poden obtenir de la margarina i l'oli de colza, així com de fruits secs i llavors sense sal.
Els productes lactis es consumeixen com a mínim dues racions al dia. El formatge no pot contenir més d'un 17% de greix, els productes lactis líquids, el formatge i el iogurt no més d'un 1%. No es consumeixen en absolut productes lactis que continguin nata, com ara el gelat, ni tampoc la mantega. S'eviten els productes lactis ensucrats i les begudes ensucrades, i no es beu suc fresc més d'1,5 decilitres al dia.
A més, es consumeixen almenys tres àpats de peix cada setmana, dos dels quals contenen peix gras. Es prefereix l'aviram magra per a la carn.
Altres definicions de la dieta bàltica es caracteritzen per un alt consum de sègol, ordi, civada, pomes, peres, baies, tomàquets, cogombres, enciam, hortalisses d'arrel, col, pèsols, productes lactis desnatats o baixos en greix, salmó i peix d'aigua dolça, i un baix consum de carn de porc i vedella, carns processades, greixos i alcohol.

## Validació científica
Com que la dieta és rica en fibra i greixos saludables, ha rebut el reconeixement de ser beneficiosa per a la salut cardiovascular, segons el doctor Kjetil Bjornevik, professor ajudant d’epidemiologia i nutrició a l’Escola de Salut Pública T.H. Chan de Harvard.
Les investigacions de la doctora i epidemiòloga Cecilie Kyro del Danish Cancer Institute de Copenhaguen, també han establert una relació entre el consum de cereals integrals com la civada, el blat i el sègol, i una disminució del risc de desenvolupar diabetis tipus 2 i càncer colorectal. Els aliments rics en fibra poden ajudar a reduir els nivells de colesterol a la sang mitjançant la unió del colesterol LDL, o “colesterol dolent”, al tracte digestiu, facilitant-ne l’eliminació de l’organisme. A més, els alts nivells d’àcids grassos omega-3, provinents principalment del peix i de l’oli de colza, juntament amb un baix contingut en greixos saturats, podrien contribuir igualment a reduir el risc d’infart i d’ictus.
En un assaig clínic rigorós i de petit abast, publicat l’any 2010, un equip d’investigadors suecs va dividir 88 adults amb nivells de colesterol lleugerament elevats en dos grups: un que va seguir la dieta nòrdica durant sis setmanes, i un altre que va mantenir la dieta occidental habitual durant el mateix període, funcionant com a grup de control. Els participants del grup que seguia la dieta nòrdica van perdre més pes i van presentar una pressió arterial i uns nivells de colesterol inferiors als del grup de control. Aquests resultats són consistents amb estudis més recents, inclosa una revisió publicada l’any 2023 que conclou que aquesta dieta podria reduir la mortalitat per malaltia cardiovascular, així com ajudar a disminuir els nivells de colesterol i de pressió arterial. Tanmateix, calen més investigacions per determinar en quin grau aquesta dieta redueix efectivament el risc de malalties cardiovasculars.
Un dels aspectes centrals de la dieta nòrdica és la compra d’aliments locals i de temporada, fet que pot comportar també beneficis importants per al medi ambient. Els productes de proximitat requereixen menys transport, la qual cosa implica una reducció de les emissions de gasos amb efecte d’hivernacle. A més, les dades científiques indiquen que els patrons alimentaris basats en plantes generen menys emissions, consumeixen menys terra, aigua i fertilitzants en comparació amb els que es basen en productes d’origen animal.